# Берхманс, Эмиль-Эдуард

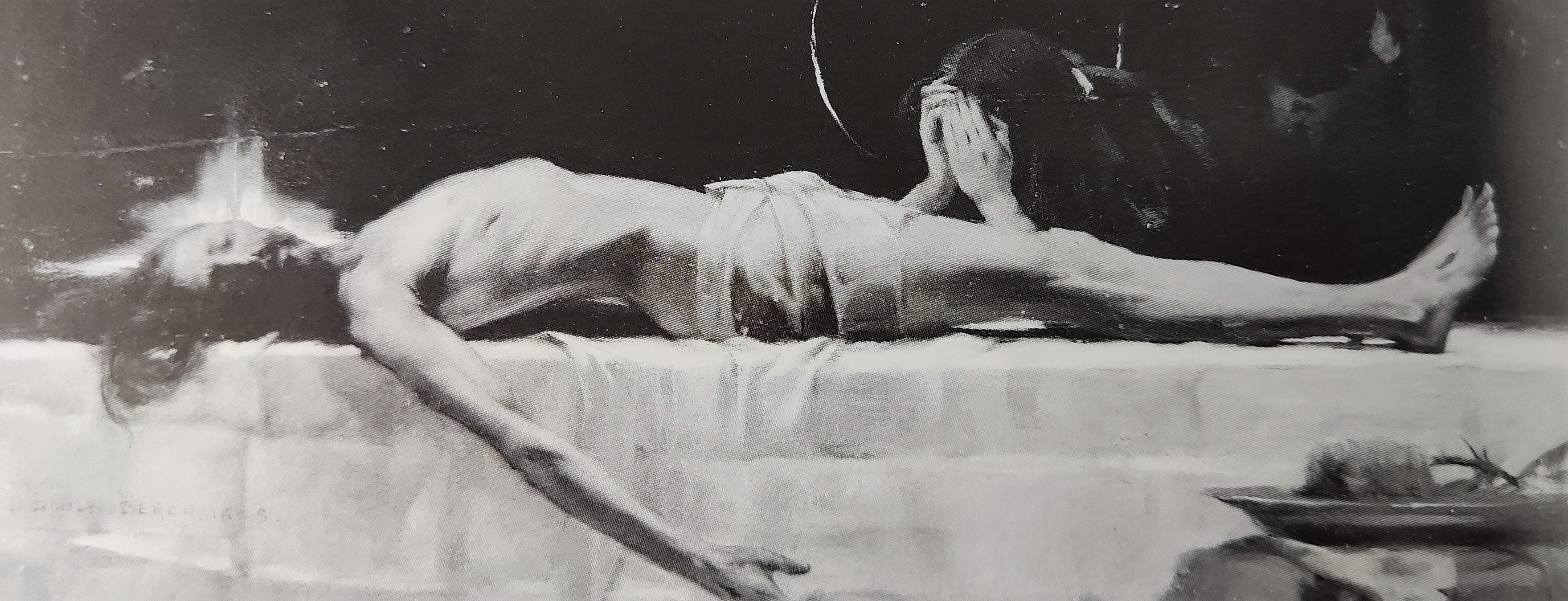
Эмиль-Эдуар Берхманс, «Мертвый Христос», Льеж, Музей валлонского искусства.

Эмиль-Эдуард Берхманс (фр. Émile-Édouard Berchmans; 4 ноября 1843, Веттерен, Восточная Фландрия — январь 1914, Иксель) — бельгийский художник. Отец художника, гравера и плакатиста Эмиля Берхманса и скульптора Оскара Берхманса .

## Биография
Эмиль-Эдуард Берхманс, уроженец Веттерена, создал дом украшения в Льеже  . В работе сочетал оформление декорации со своим любимым занятие - живописью  . Был мастером станковой живописи . Работы выполнять маслом на тему, как простых, так и морских пейзажей, а также рисовал картины на тему религиозных сюжетов  .
Учился в Королевской академии изящных искусств в Антверпене  . Расписывал большое количество декоративных панно для частных домов. Его самой известной работой, является оформление потолка большого зала Королевской консерватории Льежа  .
Его двое сыновей: художник, гравер и плакатист Эмиль Берхманс (1867-1947) и скульптор Оскар Берхманс (1869-1950)   .
Некоторое время он также являлся "начальником" молодого Огюста Донне, который некоторое время работал в его компании по декорированию  .

## Выставки
Он выставлялся в Королевском кружке изящных искусств в Льеже с 1892 по 1904 год  .
- 1992 г. : Королевский кружок изящных искусств Льежа, 1892–1992, с 18 сентября по 20 апреля 1993 года, Королевский кружок изящных искусств, Льеж [4] .